# Joanna Dominiak
Joanna Dominiak – polska geograf, doktor habilitowana w dyscyplinie geografia społeczno-ekonomiczna i gospodarka przestrzenna.
W 2005 roku obroniła na Wydziale Nauk Geograficznych i Geologicznych UAM pracę doktorską pod tytułem "Struktura i organizacja przestrzenna otoczenia biznesu w aglomeracji poznańskiej", pisaną pod kierunkiem prof. Teresy Czyż.
W 2020 roku Rada Dyscypliny na Wydziale Geografii Społeczno-Ekonomicznej i Gospodarki Przestrzennej UAM nadała jej stopień doktora habilitowanego. Prodziekan do spraw dydaktyki w kadencji 2020-2024 na Wydziale Geografii Społeczno-Ekonomicznej i Gospodarki Przestrzennej UAM.